# Ramzan Ahmadovics Kadirov
Ramzan Ahmadovics Kadirov (oroszul: Рамзан Ахматович Кадыров, csecsen nyelven: Къадар Ахьмат-кӏант Рамзан (Q̇adar Aẋmat-khant Ramzan), fonetikusan: [qʼɑːdɑːr ɑːʜmɑːt k'ɑːnt rɑːmzɑːn]), (Akhmat-Yurt, 1976. október 5. –) orosz és csecsen politikus, jelenleg a Csecsen Köztársaság vezetője. Korábban a csecsen függetlenségi mozgalom tagja.

## Élete
Apja Ahmad Kadirov csecsen elnök volt. Ahmad Kadirov a második csecsen háborúban oldalt váltott, Vlagyimir Putyin oroszországi rezsimjének oldalára állva át, és 2003-ban csecsen elnök lett. Ahmad Kadirovot 2004 májusában meggyilkolták. 2007 februárjában Ramzan Kadirov váltotta Alu Alkhanovot az elnöki poszton, röviddel azután, hogy betöltötte a 30. életévét, ami a poszt alsó korhatára. Erőszakos hatalmi harcokat vívott Szulim Jamadajev (megh. 2009) és Szaid-Kakijev csecsen parancsnokokkal az általános katonai hatalomért, valamint Alkhanovval a politikai hatalomért. 2015 novembere óta az Oroszországi Föderáció Államtanácsának Tanácsadó Bizottságának tagja.
Kadirov despotizmussal és elnyomással irányítja a Csecsen Köztársaságot. Az évek során nemzetközi szervezetek kritizálták a felügyelete alatt elkövetett emberi jogi visszaélések széles skálája miatt. A Human Rights Watch szerint az erőszakos eltűnések és kínzások olyan mértékben vannak jelen Kadirov kormányzata alatt, hogy emberiség elleni bűncselekménynek tekinthetők. Kadirov a nők közéleti részvételének korlátozását szorgalmazza, és melegellenes tisztogatásokat is vezetett Csecsenföldön. Kadirovot gyakran vádolják emberi jogi aktivisták, kormányával szemben kritikus személyek és hozzátartozóik elrablásában, a rendőrség és katonaság emberölésben és kínzásában való bevetésével mind Csecsenföldön, mind Oroszország más részein. Kadirov tagadja ezeket a vádakat.
Kadirov a nyilvánosságban macsó imázst vett fel, gyakran pózol fegyverrel és katonai öltözékben, valamint megmutatja saját vagyonát. A Kadirov család jelentősen meggazdagodott, amióta Csecsenföldet kormányozzák. Az Orosz Föderáció kiterjedt finanszírozást nyújt a csecsen kormánynak; a kormány és Kadirov személye közötti különbség pedig elmosódott.

## Életrajz
Kadirov Csentarojban, a Csecsen–Ingus ASZSZK-ban, az Orosz SZSZSZK-ban, a Szovjetunióban született. Ő volt Ahmad és Ajmani Kadirov második fia, egyben legfiatalabb gyermekük. Volt egy bátyja, Zelimhan (1974–2004), és van két nővére, Zargan (1971–) és Zulaj (1972–). Kadirov arra törekedett, hogy elnyerje apja, Ahmad Kadirov tiszteletét, aki imám volt. Azt állítja, hogy mindig utánozta az apját. Akhmad az első csecsen háború alatt támogatta az oroszok elleni dzsihádra felhívást, de a második csecsen háborúban oldalt váltott, és Oroszország oldalára állt.
Az első csecsen háború alatt apjával együtt harcolt az orosz fegyveres erők ellen. A háború után Ramzan apja személyi sofőrje és testőre volt, aki Csecsenföld szeparatista muftija lett.
A Kadirov család a második csecsen háború elején, 1999-ben átállt a moszkvai oldalra. Azóta Kadirov az orosz Szövetségi Biztonsági Szolgálat (FSZB) támogatásával vezette milíciáját. A milícia később Kadirovci néven vált ismertté.

## Fordítás
- Ez a szócikk részben vagy egészben  a   Ramzan Kadyrov című angol Wikipédia-szócikk ezen változatának fordításán alapul.  Az eredeti cikk szerkesztőit annak laptörténete sorolja fel. Ez a jelzés csupán a megfogalmazás eredetét és a szerzői jogokat jelzi, nem szolgál a cikkben szereplő információk forrásmegjelöléseként.